# 扇谷上杉家

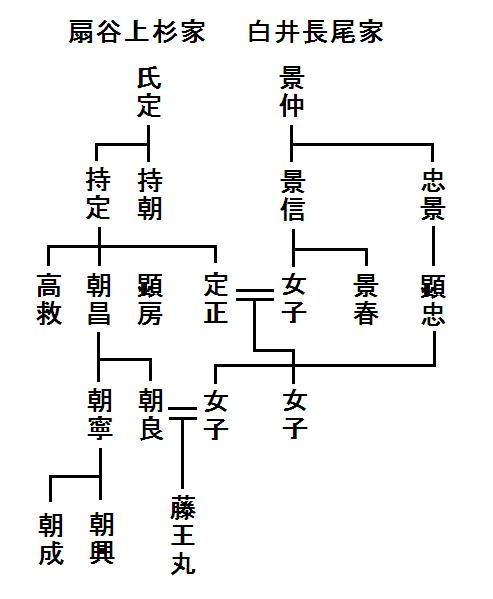
扇谷上杉家と白井長尾家の関係図

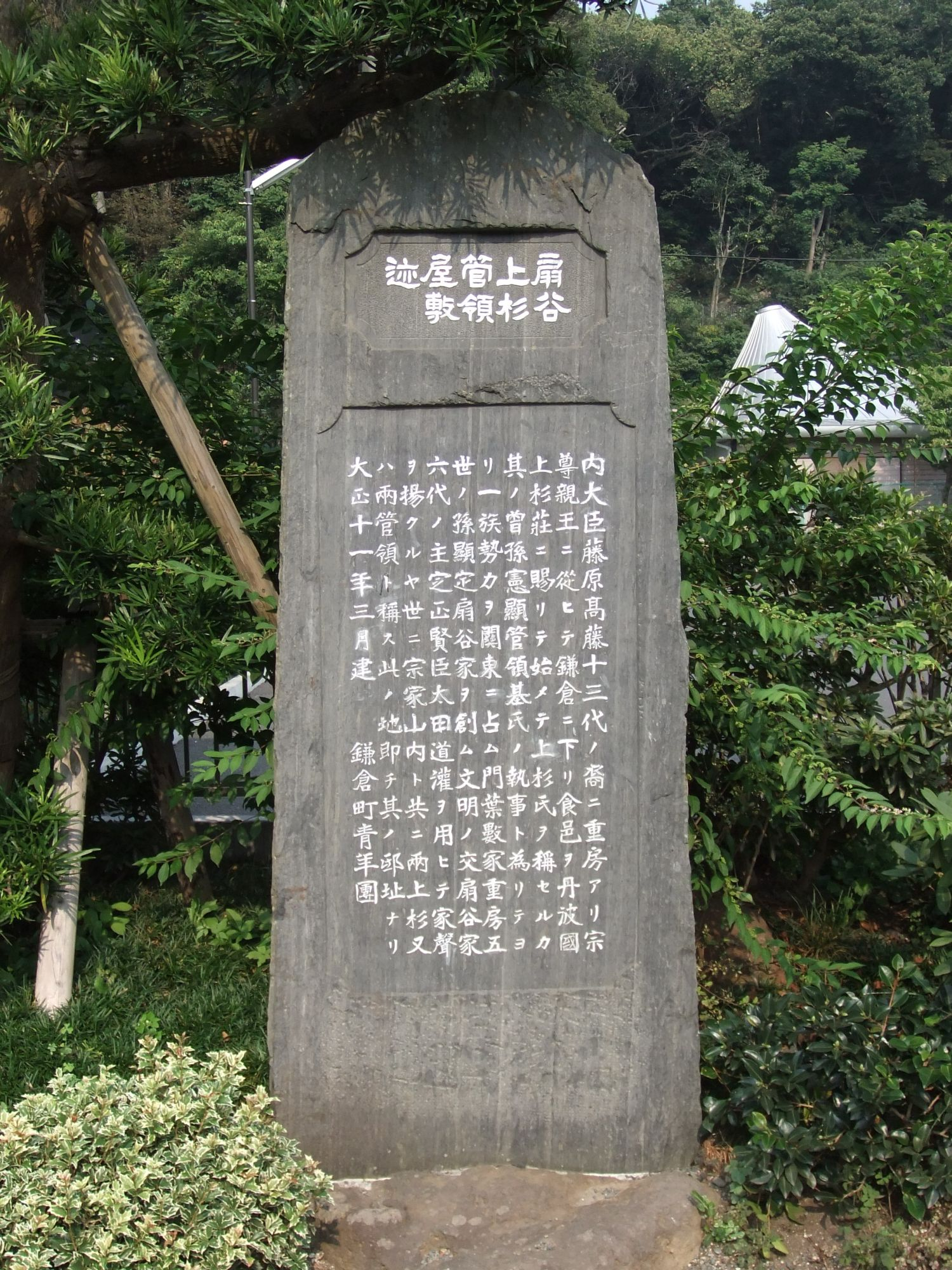
扇谷上杉管領屋敷跡（鎌倉市）

竹に雀紋

扇谷上杉家（おうぎがやつうえすぎけ）は、日本の室町時代に関東地方に割拠した上杉氏の諸家のひとつ。上杉朝定の養子顕定を祖とする。戦国時代には河越城に本拠を移し、武蔵国を拠点とする大名となり、南関東に勢力を扶植した。

## 歴史
扇谷上杉氏は室町幕府を開いた足利尊氏の母方の叔父にあたる上杉重顕を遠祖とする家で、南北朝期の貞治年間に重顕の養孫（上杉朝定の養子）にあたる上杉顕定が関東に下向し、重顕の弟・上杉憲房の諸子から出た諸上杉家と同じく鎌倉公方（関東公方）に仕えて鎌倉の扇谷（現在の鎌倉市扇ガ谷）に居住したことから扇谷家の家名が起こった。
扇谷家は他の上杉諸家と同じく関東管領を継承する家格を持ったが、事実上の宗家である山内上杉家が関東管領をほとんど独占したため、室町時代の前半にはさほど大きな勢力を持った家ではなかった。応永23年（1416年）の上杉禅秀の乱では鎌倉公方足利持氏方、鎌倉公方が滅亡した永享の乱では関東管領山内上杉憲実方にと、勝利した側について活動している。この時の当主・上杉持朝は永享の乱後に修理大夫に任ぜられ、続く結城合戦後には相模守護に任ぜられている。これは永享の乱後、上杉憲実の隠退の意思が固く、後継者に指名された山内上杉清方の経験不足を憂慮した室町幕府が持朝にその補佐を期待したためとみられている。
文安4年（1447年）には足利成氏が下向して鎌倉公方が再興されるが、宝徳2年（1450年）には鎌倉公方・成氏と山内上杉憲忠が対立し（江の島合戦）、成氏はこの時に山内家家宰・長尾景仲と扇谷家家宰・太田道真を非難している。
鎌倉公方と関東管領の対立は一時的に和睦が成立するが、享徳3年（1454年）鎌倉公方・成氏に山内上杉憲忠が暗殺され、全面戦争となった（享徳の乱）。上杉氏援軍の今川範忠に鎌倉を攻略された成氏は古河に拠点を移し古河公方と呼ばれた。第8代室町将軍・足利義政は成氏を室町幕府への反逆とみなし関東管領方に加担して異母兄の足利政知を新たな鎌倉公方として送り込んだが、成氏の勢力が強く政知は鎌倉へ入れず伊豆の堀越にとどまったため堀越公方と呼ばれた。堀越公方・政知並びその側近・渋川義鏡との対立はあったものの、扇谷家は相模を中心とする戦国大名として成長し、山内家と協力して古河公方方と戦った。享徳の乱において扇谷上杉氏は上杉持朝が家宰太田道真に命じて河越城、江戸城、岩槻城を築城させて武蔵の分国化の足がかりを築き、河越に拠点を移した。
文明9年（1477年）には山内家家臣・長尾景春が主君上杉顕定に反乱を起こし(長尾景春の乱)山内上杉顕定を上野に追ったが、文明10年（1478年）には長尾景春に味方した古河公方・成氏と上杉顕定の間に和睦が成立する。長尾景春の乱は扇谷家の領国武蔵において展開され、扇谷家家宰太田道灌が乱の平定を主導してその名を大いに上げたが、そのため扇谷家でも山内家と同様に当主と家宰との対立関係が発生し、文明18年（1486年）に道灌は主君上杉定正により暗殺されている。
享徳の乱収束後は関東の領有をめぐり山内家との対立が顕在化し、堀越公方・政知を擁した山内家に対し扇谷家は古河公方・成氏に接近して、両家は衝突する（長享の乱）。扇谷家と同盟関係にあった古河公方は分裂により衰亡していったが、山内家方も相模の領地が扇谷家と協力関係にあった伊勢宗瑞（北条早雲）に次第に切り取られて支配権を失っていった（大森藤頼の小田原城等。ただし藤頼は、山内上杉に寝返っていたため、扇谷上杉家が宗瑞に派兵を依頼したものを、宗瑞がそのまま領国化したものである）。上杉朝良（上杉定正の甥で次の扇谷家当主）は伊勢宗瑞と宗瑞の甥で宗瑞が後見役をしていた駿河守護今川氏親の軍事支援で立河原の戦いは勝利するものの、自らは積極的な対応策を打たず河越城を包囲されて扇谷側の降伏の形で長享の乱は収束する。
しかし、山内家・扇谷家・古河公方それぞれの家が内紛状態に入り永正の乱が発生してしまう。この騒動に付け入られる形で相模を後北条氏に浸食され、永正13年（1516年）には相模における扇谷家の重鎮・三浦道寸の滅亡を招いてしまう。
やがて後北条氏は武蔵への侵攻を開始し、大永4年（1524年）に上杉朝興（上杉朝良の甥で次の扇谷家当主）は江戸城から河越へ逃れる。甲斐の武田信虎（信直）は両上杉氏と同盟して後北条氏と対決した。扇谷朝興は天文2年（1533年）に信虎嫡男の武田晴信（後の信玄）に娘を嫁がせて婚姻を結んでいたが、武田信虎は扇谷朝興死去の翌天文7年（1538年）に後北条氏と和睦して離反している。
扇谷朝興の子上杉朝定は山内家と和解して後北条氏との戦いに臨むが、天文15年（1546年）河越夜戦で戦死（異説あり）し、扇谷家は滅亡した。
扇谷家の名跡は一族の上杉憲勝が継ぎ、永禄4年（1561年）山内家の家督と関東管領職を継承した越後の長尾景虎（上杉謙信）によって武蔵松山城主に据えられるが、永禄6年（1563年）に後北条氏に降伏した。その後の動向は詳らかではない。
なお、山内家の名跡を継ぐ米沢藩主上杉綱憲の実父吉良義央は扇谷家の前身である二橋上杉家の血統を引いているため、それ以降の上杉家にも扇谷家（二橋家）の血統は残っている。

## 歴代当主
1. 上杉重房(上杉氏の祖)
2. 上杉頼重
3. 上杉重顕(扇谷上杉家の祖)
4. 上杉朝定（二橋上杉家）
5. 上杉顕定（朝定の養子、扇谷の地に在住）
6. 上杉氏定
7. 上杉持定
8. 上杉持朝
9. 上杉顕房
10. 上杉政真
11. 上杉定正
12. 上杉朝良
13. 上杉朝興
14. 上杉朝定
15. 上杉憲勝

## 主要家臣
太田氏
- 太田資清
- 太田道灌
- 太田資康
- 太田資家
- 太田資頼
- 太田資高
- 太田資顕
- 太田資正

上田氏
- 上田政盛
- 上田政忠
- 上田朝直

三浦氏
- 三浦時高
- 三浦高救
- 三浦義同
- 三浦義意

大森氏
- 大森氏頼
- 大森実頼
- 大森藤頼

千葉氏
- 千葉実胤
- 千葉自胤

曽我氏
- 曾我兵庫
- 曽我祐重

難波田氏
- 難波田広儀
- 難波田憲重
- 難波田憲次

広沢氏
- 広沢元家
- 広沢忠信

大胡氏
- 大胡重行

島村氏
- 島村家吉

宇田川氏
- 宇田川喜兵衛